# Wonoharjo (Sumberejo)
Wonoharjo is een bestuurslaag in het regentschap Tanggamus van de provincie Lampung, Indonesië. Wonoharjo telt 1733 inwoners (volkstelling 2010).